# Francamente me ne infischio

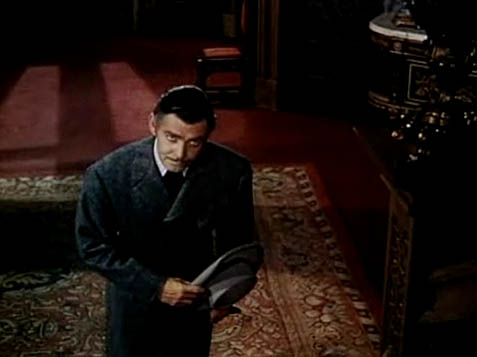
Clark Gable interpreta Rhett Butler nel film Via col vento del 1939

Francamente, me ne infischio (originale inglese Frankly, my dear, I don't give a damn) è una celebre frase cinematografica pronunciata da Rhett Butler, interpretato dall'attore Clark Gable nel film Via col vento (1939).
Sono le ultime parole che il personaggio rivolge a Rossella O'Hara, lasciandola alla fine del film, dopo che lei gli chiede "Se te ne vai che sarà di me? Che farò?". La frase è memorabile non solo perché contiene una parola all'epoca considerata volgare ("damn", nell'originale inglese), ma anche perché dimostra che Rhett ha finalmente superato la sua relazione con Rossella e non gli importa più di cosa le accadrà. Nella riedizione italiana del 1977 (utilizzata per la distribuzione cinematografica) la frase fu tradotta più letteralmente in "Francamente, cara, non me ne importa niente".
La frase occupa la prima posizione assoluta nella AFI's 100 Years... 100 Movie Quotes, la classifica delle 100 migliori citazioni cinematografiche redatta dall'American Film Institute.

## Utilizzo nei media
Nel 1999 il cantante e show man italiano Adriano Celentano ha scelto la frase come titolo di un suo programma televisivo.